# Bakerloo Line
|  | Urban head station |

|  | Urban stop on track |

|  | Urban stop on track |

|  | Urban stop on track |

|  | Urban stop on track |

|  | Urban stop on track |

|  | Urban stop on track |

|  | Urban stop on track |

|  | Urban stop on track |

|  | Urban station on track |

|  | Unknown BSicon "utSTRa" |

|  | Urban tunnel stop on track |

|  | Urban tunnel stop on track |

|  | Urban tunnel stop on track |

|  | Urban tunnel station on track |

|  | Unused urban tunnel straight track |

|  | Urban tunnel stop on track |

|  | Urban tunnel stop on track |

|  | Urban tunnel stop on track |

|  | Unused urban tunnel straight track |

|  | Urban tunnel stop on track |

|  | Urban tunnel stop on track |

|  | Urban tunnel stop on track |

|  | Urban tunnel station on track |

|  | Urban tunnel stop on track |

|  | Urban tunnel station on track |

|  | Unused urban tunnel straight track |

|  | Urban tunnel stop on track |

|  | Urban end station in tunnel |

|  | Urban head station |

|  | Urban stop on track |

|  | Urban stop on track |

|  | Urban stop on track |

|  | Urban stop on track |

|  | Urban stop on track |

|  | Urban stop on track |

|  | Urban stop on track |

|  | Urban stop on track |

|  | Urban station on track |

|  | Unknown BSicon "utSTRa" |

|  | Urban tunnel stop on track |

|  | Urban tunnel stop on track |

|  | Urban tunnel stop on track |

|  | Urban tunnel station on track |

|  | Unused urban tunnel straight track |

|  | Urban tunnel stop on track |

|  | Urban tunnel stop on track |

|  | Urban tunnel stop on track |

|  | Unused urban tunnel straight track |

|  | Urban tunnel stop on track |

|  | Urban tunnel stop on track |

|  | Urban tunnel stop on track |

|  | Urban tunnel station on track |

|  | Urban tunnel stop on track |

|  | Urban tunnel station on track |

|  | Unused urban tunnel straight track |

|  | Urban tunnel stop on track |

|  | Urban end station in tunnel |

Bakerloo Line (engelska: the Bakerloo line, 'Bakerloo-linjen') är en linje i Londons tunnelbana. Den går mellan Elephant & Castle i Southwark och Harrow & Wealdstone i Wealdstone. Linjen har en bakgrund i Baker Street & Waterloo Railway, invigd 1906.
Vissa turer trafikerar linjen Queen's Park i Kilburn eller Stonebridge Park i Brent istället för Harrow & Wealdstone. Linjen är 23,2 km lång och är en av de få, utöver District Line,  Northern Line och Victoria Line som går söder om Themsen.. Linjen slutar väldigt nära Londons centrala delar i söder och planer finns att förlänga linjen bort till Lewisham i sydöstra London
Ett finurligt kuriosium är att många av de underjordiska stationerna har unika mönster på kakeln. Orsaken var att hjälpa ej läskunniga att känna igen stationerna lätt. Missa inte heller den roliga konstnärliga utsmyckningen på Baker Street där Sherlock Holmes lär ha figurerat.
Tågen (Metro Cammell Mark I, Mark II) är idag bland de äldsta som trafikerar Londons tunnelbana och tillverkades runt 1972 av engelska Metropolitan Cammell Carriage and Wagon Company (MCCW). De körs helt manuellt med hjälp av signaler och är i starkt behov av utbyte till nyare tåg. Planer finns för detta under 2020-talet då man även har tänkt sig att byta ut tågen på Central Line. Dock så har planerna reviderats 2017, då de ytterst hållbara tågen istället kommer att få en genomgripande renovering inom kort.

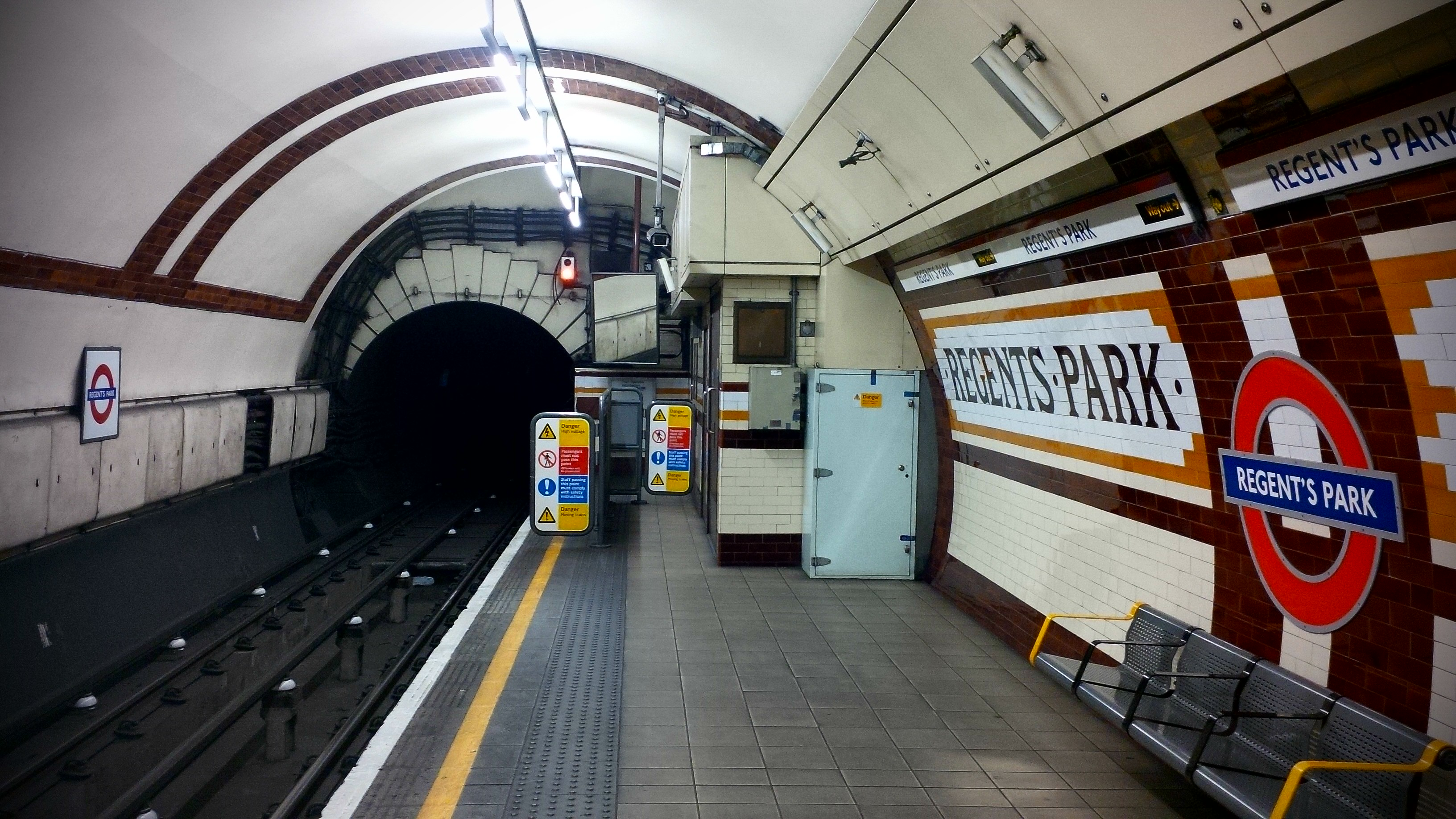
Regents Park
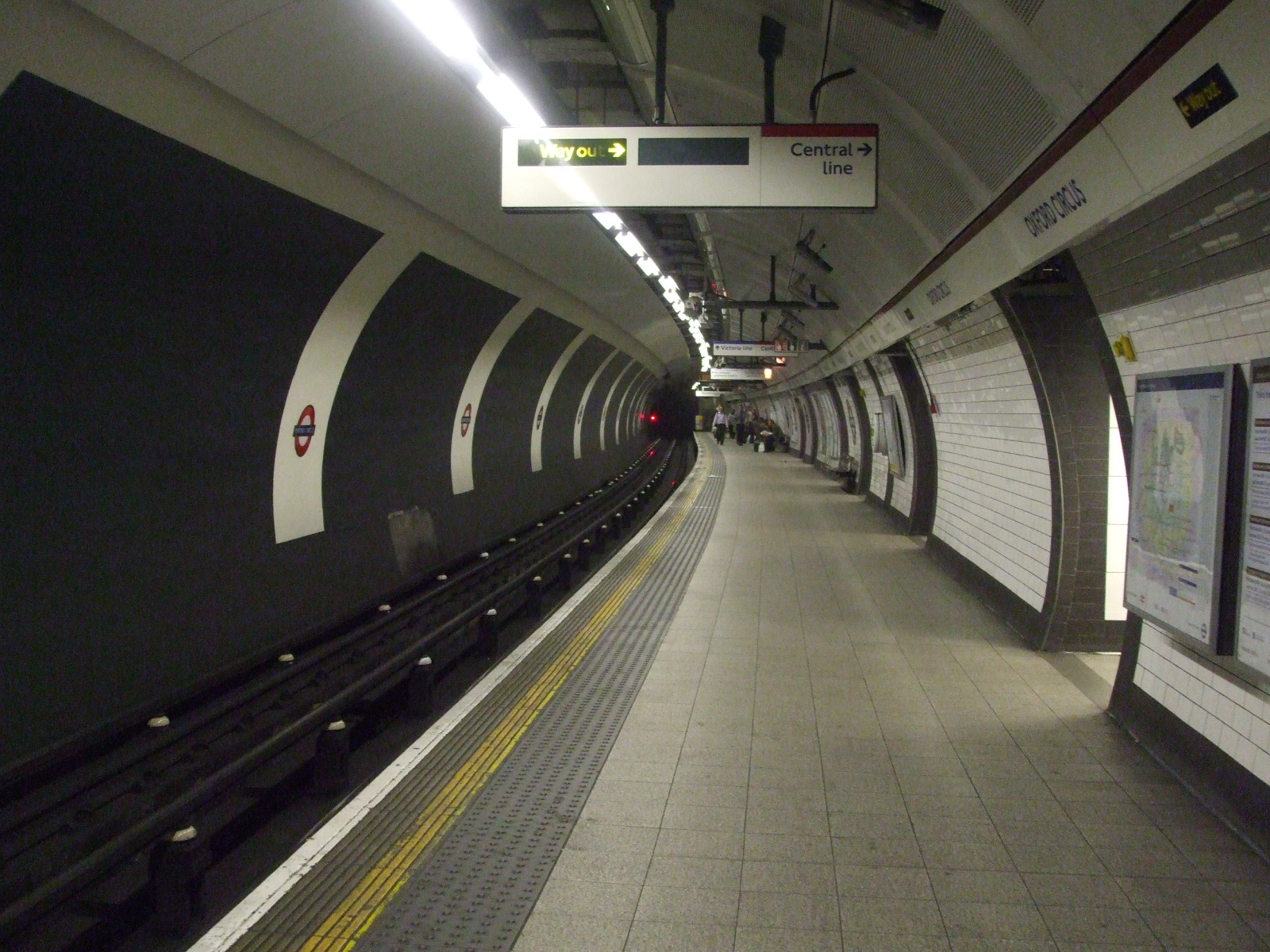
Oxford Circus
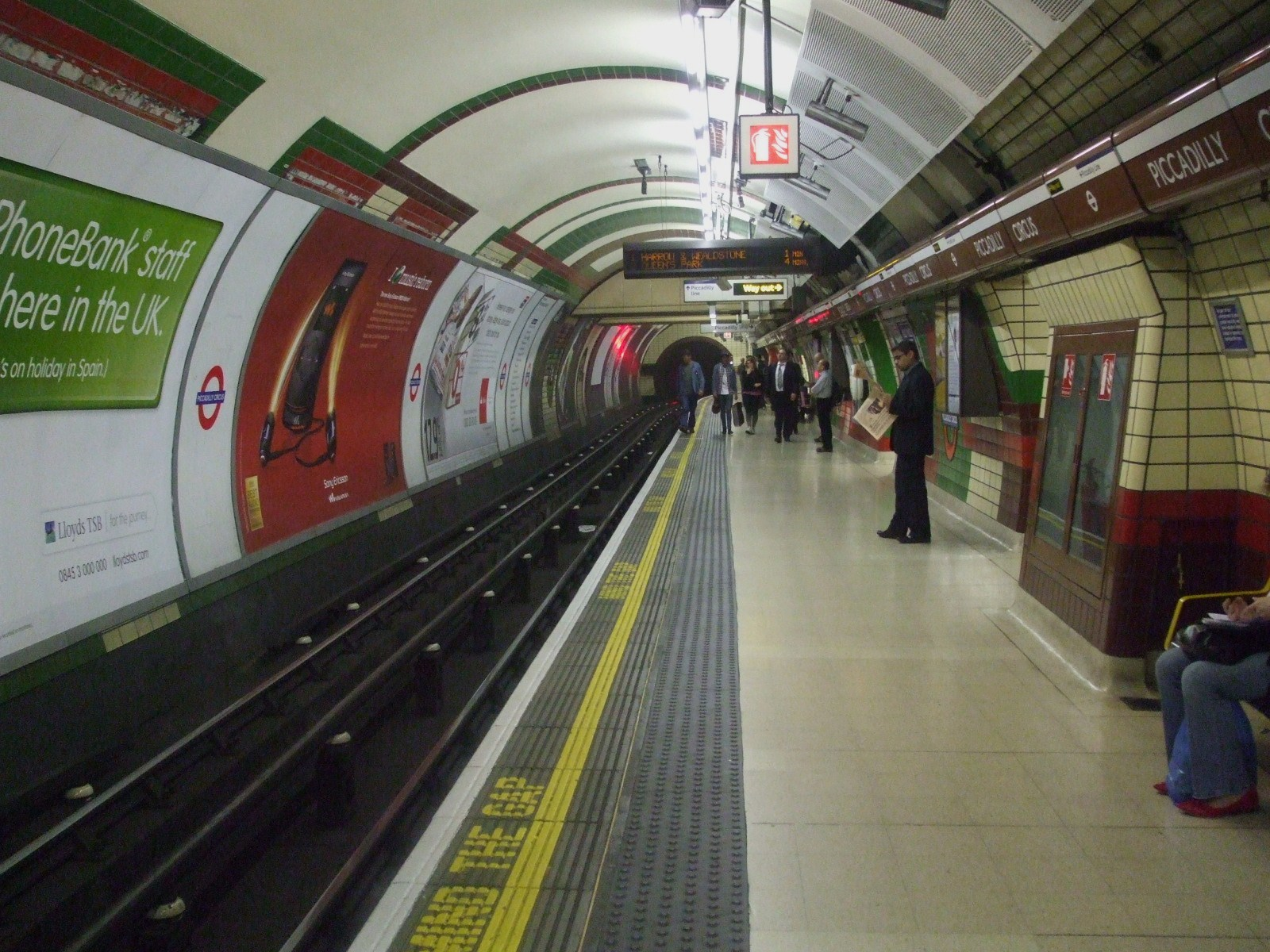
Piccadilly Circus
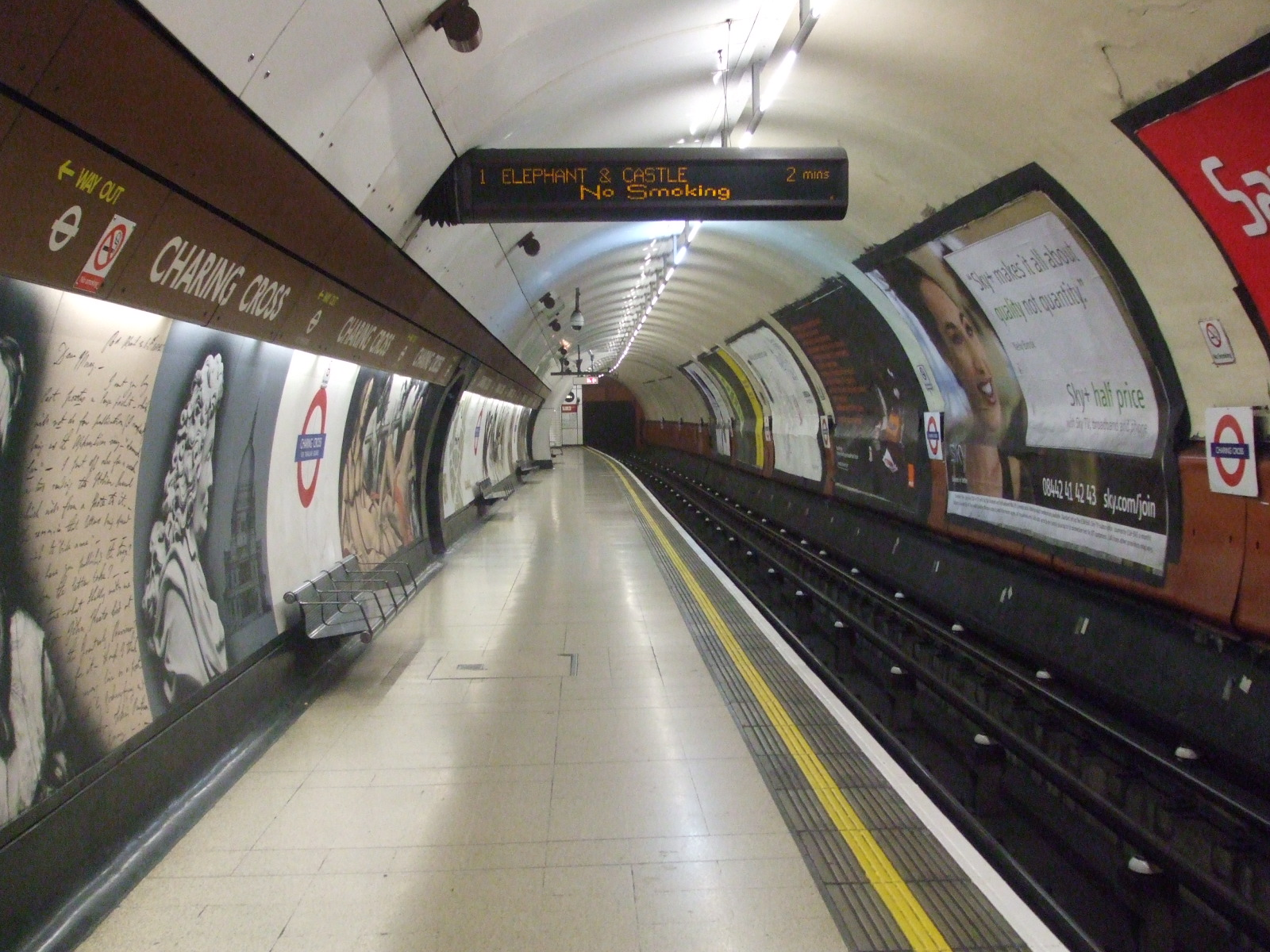
Charing Cross
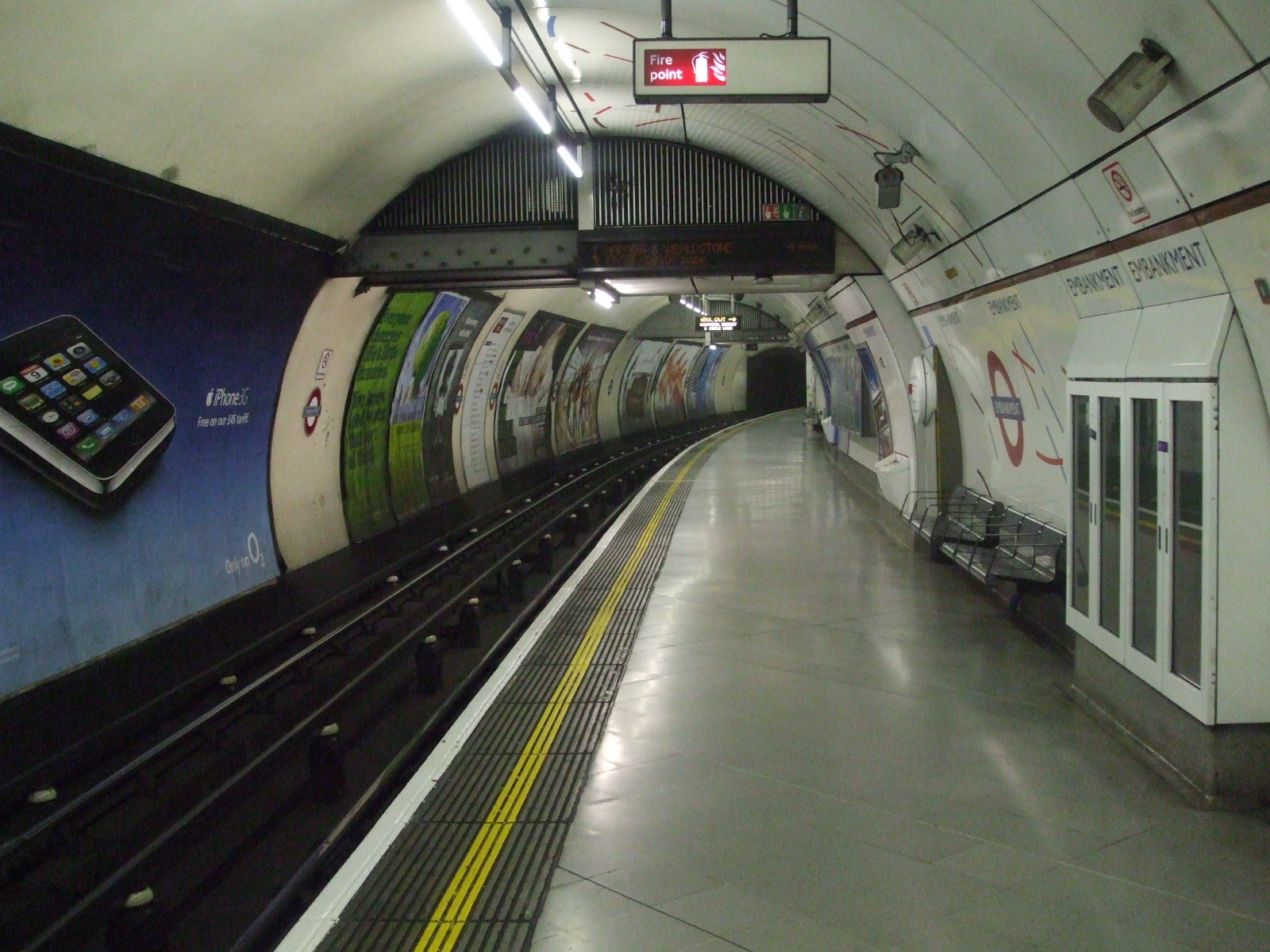
Embankment
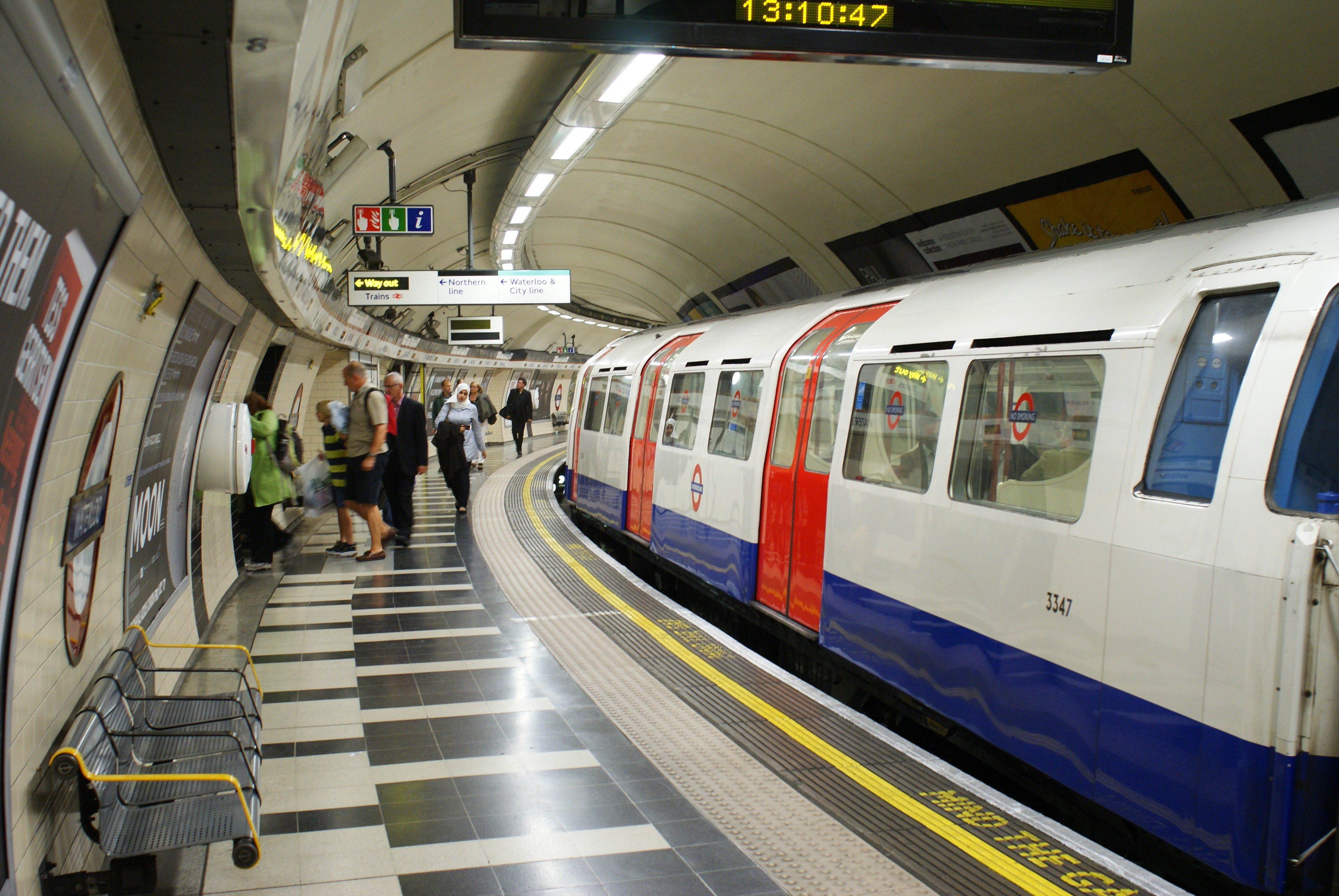
Waterloo
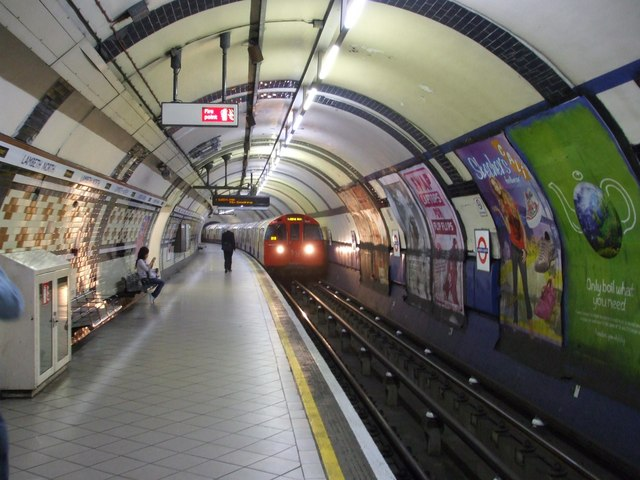
Lambeth North
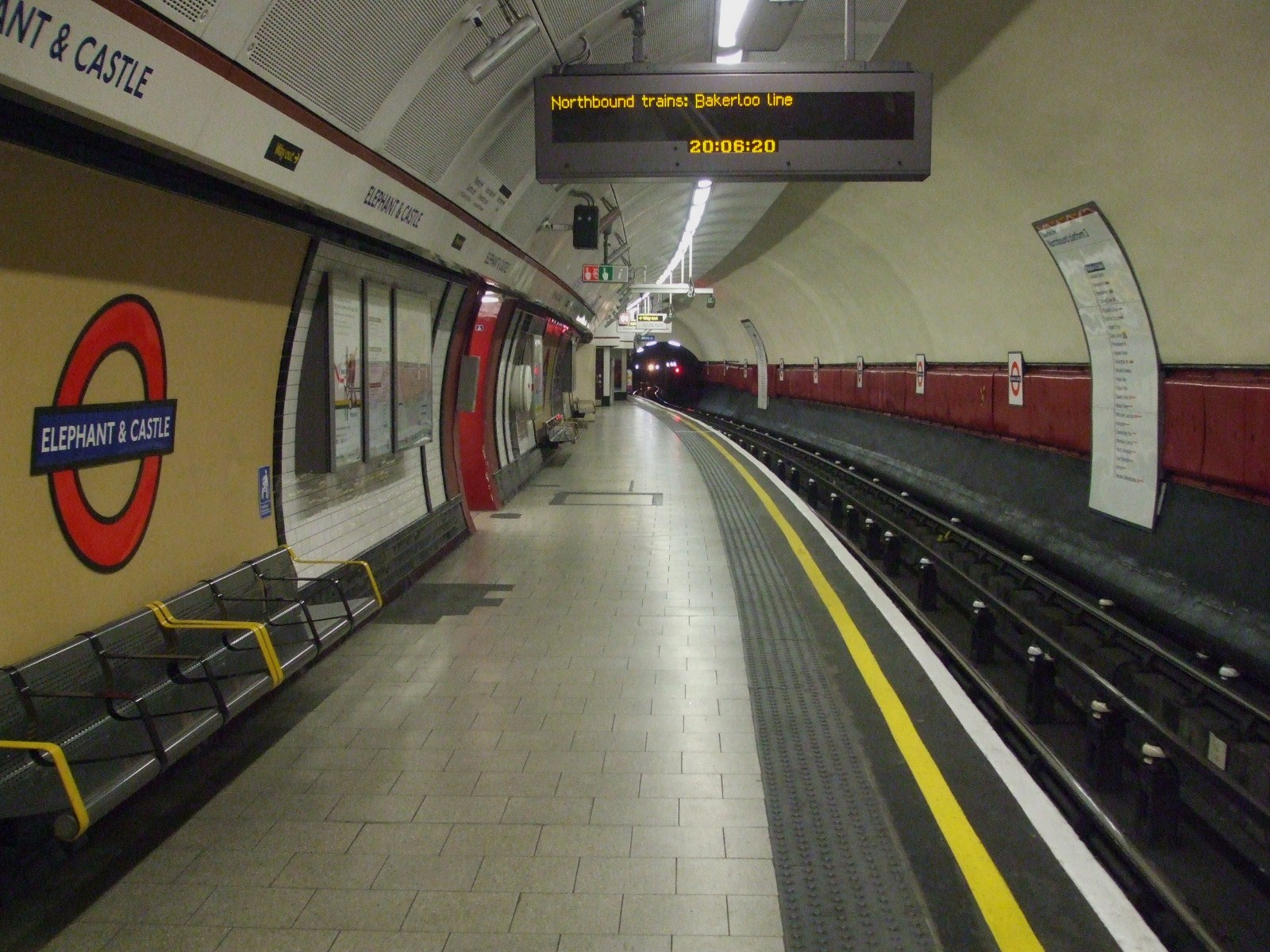
Elephant & Castle
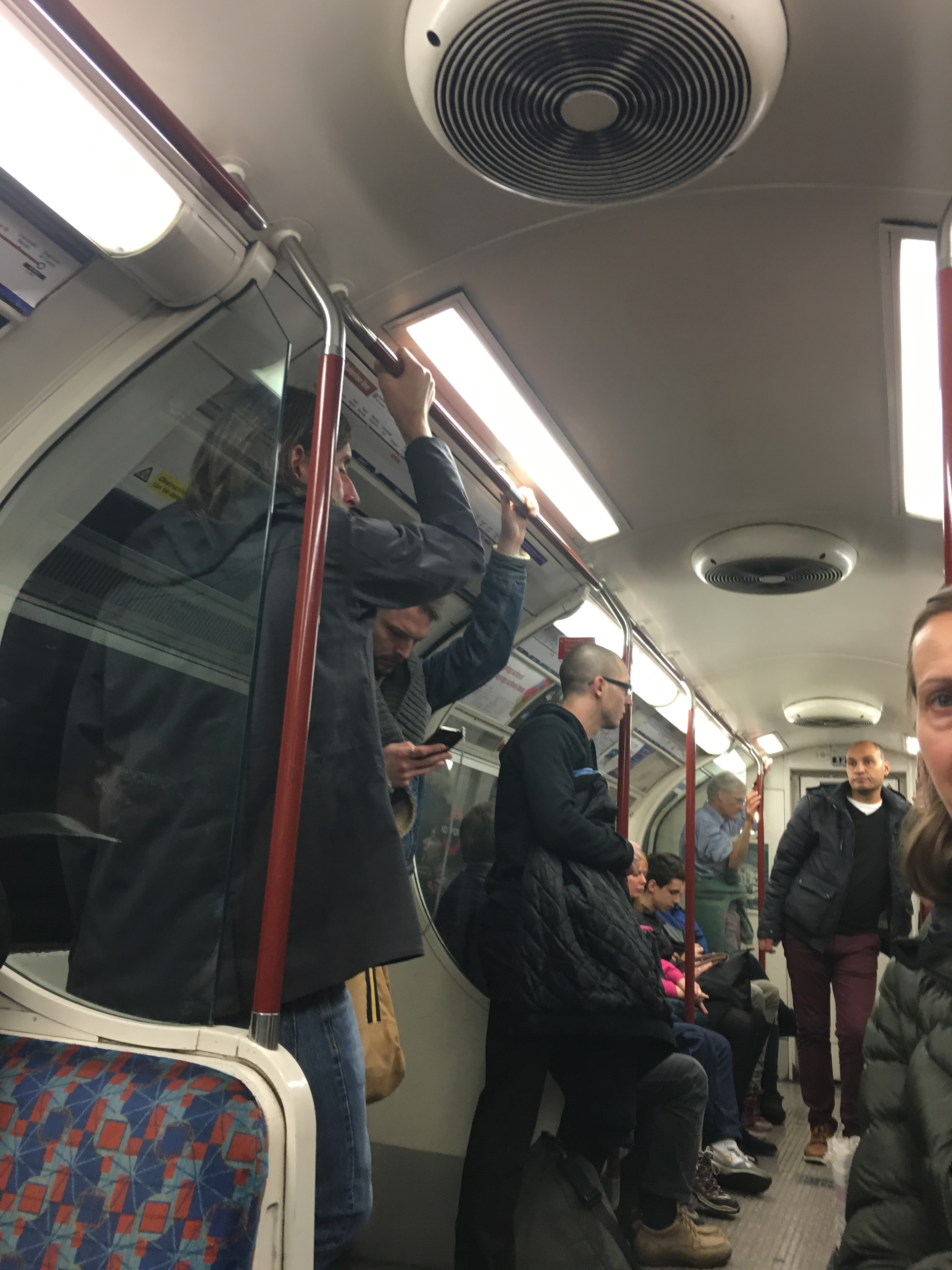
Interiör från ett tåg på Bakerloo linjen